# Гик, Евгений Яковлевич
Евге́ний Я́ковлевич Гик (10 мая 1943, Баку — 24 октября 2016, Москва) — советский и российский шахматист и шахматный литератор, мастер спорта СССР (1968). Математик; кандидат технических наук. Участник чемпионата СССР (1967). Обладатель Кубка Москвы (1971). Автор ряда популярных книг по шахматам и другим настольным играм, а также связанным с ними математическим проблемам и головоломкам. Всего написал 190 книг на спортивную тему.

## Биография
Выпускник механико-математического факультета МГУ, неоднократный чемпион МГУ по шахматам. На 5 курсе проиграл решающую партию первокурснику Анатолию Карпову, с которым потом написал несколько книг для широкого круга любителей шахмат. В 1973 году защитил диссертацию на степень кандидата технических наук по теме «Сетевые модели потоков и их перераспределений в плоских многосвязных областях». Постоянно печатался в «Московском комсомольце» и журналах «Наука и жизнь», «Интеллектуальные игры». На литературное становление Гика оказал влияние классик советской шахматной журналистики Александр Рошаль, свою роль сыграло и увлечение в юности сатирическими книгами Ильи Ильфа и Евгения Петрова.
Произведения Гика о шахматах и шахматистах концентрировались на занимательных и познавательных аспектах древней игры и житейских событиях вокруг шахматной доски. Дружил с чемпионами мира Анатолием Карповым, Михаилом Талем и Борисом Спасским, а также многими другими шахматистами и тренерами. Часть шахматных книг написал в соавторстве с Карповым.
В 1981 году был удостоен премии «Золотой телёнок» «Литературной газеты» («Клуба 12 стульев»).

## Семья
Отец — Яков Моисеевич Гик (1905—1963), журналист.
Единокровный брат Е. Я. Гика — известный российский политический журналист Николай Яковлевич Троицкий.

## Изменения рейтинга
| Графики недоступны из-за технических проблем. См. информацию на Фабрикаторе и на mediawiki.org. |